# Torqueoliva
Torqueoliva is een geslacht van uitgestorven weekdieren uit de klasse van de Gastropoda (slakken). Exemplaren van dit geslacht zijn slechts als fossiel bekend.

## Soort
- Torqueoliva martensii (Dall, 1903) †